# Товарознавча експертиза
Товарознавча експертиза — дослідження споживчих властивостей товарів за органолептичними, фізико-хімічними та мікробіологічними показниками, їх кількісними характеристиками, яке проводить експерт шляхом проведення дослідження та (або) на підставі інформації, яка міститься на маркуванні товарів або (та) в їх супровідних документах.

## Завдання товарознавчої експеризи
Завданням товарознавчої експертизи є дослідження товарних (споживчих) властивостей виробів з метою визначення їх фактичного стану або (та) їх вартості (початкової, залишкової).

## Питання, що порушуються при проведенні експертизи
- відповідність певного виду товару пред'явленій документації;
- відповідність виробів вимогам Держстандарту, технічним умовам;
- розмір роздрібної ціни пред'явлених товарів;
- спосіб виробництва виробів, що були вилучені;
- рівень амортизації поданих на експертизу виробів;
- відповідність партії виробів заводській упаковці;
- початкова вартість пред'явлених для дослідження речей.

## Вимоги до матеріалів
Об'єкти дослідження повинні направлятися експертові в упакованому та опечатаному вигляді з усіма супровідними документами відповідно до чинного законодавства.